# أندرو تورنبول
أندرو تورنبول، KCB CVOوُلِد KCB CVO) في 21 يناير 1945، وهو سياسي بريطاني وموظف حكومي، شغل منصب رئيس الخدمة المدنية للملكة وسكرتير مجلس الوزراء بين عامي 2002 و2005، عندما خلفه السير جاس أودونيل. وهو الآن عضو في مجلس اللوردات كعضو غير متفرغ.

## تعليم
تلقى تورنبول تعليمه في مدرسة إنفيلد جرامر وكلية كريست في كامبريدج، حيث درس الاقتصاد.

## حياة مهنية
عُيّن تورنبول زميلاً في معهد التنمية الخارجية عام 1968، ونُقل للعمل كخبير اقتصادي في وزارة التجارة والصناعة والتجارة الخارجية في لوساكا، زامبيا. شغل تيرنبول منصب السكرتير الخاص الرئيسي لرئيس الوزراء في عهد مارغريت تاتشر وجون ميجر (1988-1992). شغل منصب السكرتير الدائم لوزارة البيئة والغذاء والشؤون الريفية، ثم السكرتير الدائم لوزارة الخزانة (1998-2002)، وهو المنصب الذي يُعدّ تقليدياً ثاني أعلى منصب في الخدمة المدنية، قبل أن يتولى أعلى منصب رتبة.
شغل نفس الفرد أعلى منصبين في الخدمة المدنية على رأس الحكومة في العقود الأخيرة. بصفته رئيسًا للخدمة المدنية، كان اللورد تيرنبول أقرب إلى الرئيس التنفيذي للمنظمة، على الرغم من أن خطوط الإبلاغ أكثر تعقيدًا إلى حد ما مما هو معتاد في القطاع الخاص حيث أن الأمناء الدائمين (كبار موظفي الخدمة المدنية داخل كل إدارة حكومية) يقدمون تقاريرهم إلى الوزراء. بصفته سكرتيرًا لمجلس الوزراء، وهو منصب تم إنشاؤه عام 1916، كان تيرنبول مسؤولاً عن تنظيم مكتب مجلس الوزراء، وتقديم الدعم لرئيس الوزراء وللحكومة ككل. عندما خلف تيرنبول الدور المزدوج في 2 سبتمبر 2002، طلب منه رئيس الوزراء توني بلير التركيز على إدارة الخدمة المدنية، وجعل إعادة تنظيمها أولويته.
عُيِّن تورنبول رفيقًا في وسام الحمام (CB) في عام 1990، وقائدًا للوسام الملكي الفيكتوري (CVO) في تكريمات عام 1992 وتمت ترقيته إلى قائد فارس في وسام الحمام (KCB) في تكريمات عام 1998.
عُيِّن نبيلًا مدى الحياة باعتباره البارون تورنبول، من إنفيلد في منطقة إنفيلد بلندن، في 11 أكتوبر 2005.
تولى مناصب إدارية، وفي عام 2007 أُدرِج كمستشار تنفيذي أول لدى شركة بوز ألين هامليتون. وهو أحد رعاة مؤسسة إغاثة أيتام زامبيا-المملكة المتحدة الخيرية للتنمية الدولية، والتي كان رئيسًا لها سابقًا.

## الجدل

### حرب العراق
تورط تورنبول في جدل عندما كتب في 28 فبراير 2004 رسالة رسمية يوبخ فيها الوزيرة السابقة كلير شورت لإدلائها بتصريحات إعلامية زعمت فيها أن المخابرات البريطانية اعترضت اتصالات من (من بين آخرين) الأمين العام للأمم المتحدة كوفي عنان. نشرت شورت الرسالة السرية، وبدورها وبخت تورنبول لسماحه المزعوم لآلية صنع القرار الحكومية بالانهيار في الفترة التي سبقت حرب العراق عام 2003. أشارت شورت إلى أنه "ضُغِطَ" على الخبير القانوني للحكومة، المدعي العام اللورد جولدسميث، لتقديم المشورة بشأن قانونية الحرب. جادلت بأن تورنبول كان مسؤولاً عما زعمت أنه تدقيق غير كافٍ من قبل مجلس الوزراء للمشورة القانونية، وأساس قرار خوض الحرب والبدائل:
"لقد سمح لنا بالتسرع في الحرب في العراق دون عقد اجتماع لخبراء الدفاع والسياسة الخارجية، للنظر في جميع الخيارات العسكرية والدبلوماسية والسياسية. (لقد) سمح للجنة الاستخبارات المشتركة بالاجتماع برئاسة ألاستير كامبل."
في مارس/آذار 2005، كشف اللورد تورنبول أن رأي اللورد جولدسميث بشأن شرعية حرب العراق لم يتجاوز صفحة واحدة.
أدلى تورنبول بشهادته أمام لجنة التحقيق في العراق في 13 يناير/كانون الثاني 2010.

### رأي جوردون براون
في 20 مارس 2007، وهو اليوم السابق لإعلان ميزانية 2007، أجرى مقابلة مع صحيفة فاينانشال تايمز وصف فيها جوردون براون بأنه يتصرف "بقسوة ستالينية"، على النقيض من العرف الذي ينص على أن الموظفين المدنيين السابقين لا يتحدثون إلى وسائل الإعلام عن وزراء الحكومة الحاليين.

### وجهات نظر بيئية
وهو أحد أمناء مؤسسة سياسة الاحتباس الحراري. في عام 2011، أصدرت المؤسسة تقريرًا باسم تيرنبول، جاء فيه أن درجات الحرارة العالمية "على وشك الاستقرار". كما دعا التقرير إلى مزيد من التشكيك في الاحتباس الحراري.

## الحياة الشخصية
اللورد تورنبول متزوج من زوجته ديان منذ عام 1967، ولديه ولدان. من هواياته الغولف والأوبرا والإبحار. كما شغل منصب عضو في مجلس إدارة كلية دولويتش، وكان رئيسًا لها من عام 2009 إلى عام 2015.